# いかり豆

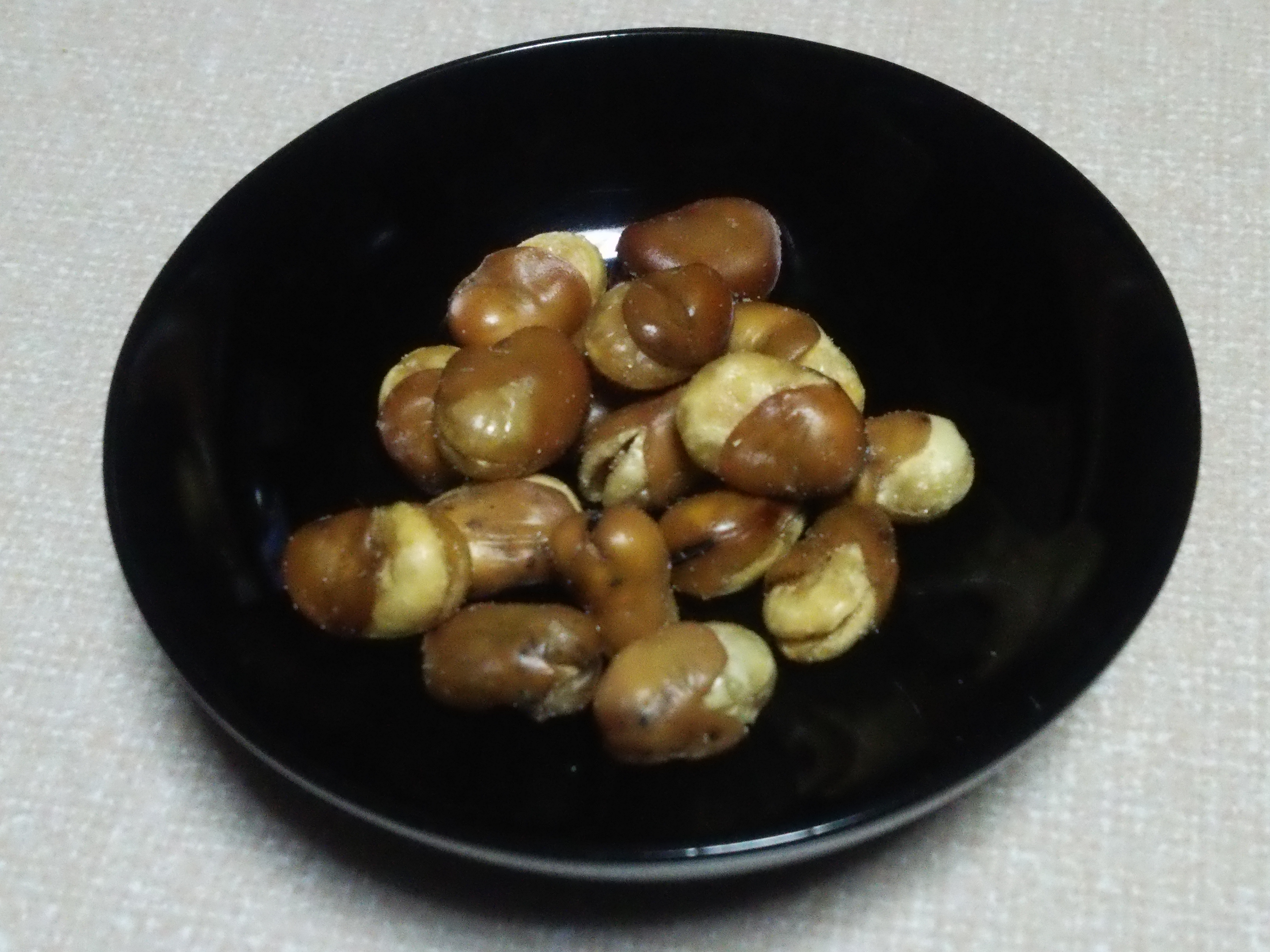
いかり豆

いかり豆（いかりまめ）は、乾燥させたソラマメを油で揚げた豆菓子である。フライビーンズ、フライビンズとも呼ばれるほか、各地方での呼称もある（後述）。

## 概要
日本豆類基金協会（現：日本豆類協会）が発行する『豆類時報』No.21（2000年12月）に掲載された米山末辰「フライビンズのおいたち」では、いかり豆の発祥地は奈良県で、1935年（昭和10年）ごろに「大和蚕豆（ソラマメ）」として製造を始めたものだとする。一方、奈良県商工労働部商工課によるパンフレット「奈良の特産品」では「フライビンズ」を大和平野の名産品としており、明治後期に奈良市内でソラマメを油で揚げて売り出したのが始まりで、現在ではエンドウやラッカセイなど各種の豆を使用するようになったとしている。
おもに間食やおつまみとして食べられる。皮は食感が硬いものの食物繊維が豊富で、むかずにそのまま食べることができる。
ソラマメと同様、多量に摂取するとソラマメ中毒を引き起こすことがある。

## 名称
『食品成分表』2015年版では食品名を「フライビーンズ」、別名を「いかり豆」としている。また、全国フライビンズ組合連合会のかつてのウェブサイトでは油で揚げた豆の総称を「フライビンズ」、そのうちソラマメを揚げたものを「いかり豆」としている。全国フライビンズ組合連合会によれば、「いかり豆」は全国的な名称で、関東では「花豆」、九州では「がん豆」・「夏豆」とも呼ばれるほか、地域によっては単に「フライビンズ」とも呼ばれる。
「いかり豆」の名前の由来について、全国フライビンズ組合連合会では、「かつては油で揚げる前にソラマメの皮に十字の切り込みを入れており、揚げたときに皮が十字に広がって、船の錨の形に見えたことから名付けられた」との説を紹介している。